# 薄以量
薄 以量（すすき もちかず、永享8年（1436年） - 明応5年5月5日（1496年6月15日））は、室町時代の公卿。正三位・薄以盛の子。官位は従三位・美濃守。

## 人物
元服と同時に左近衛将監兼六位蔵人に任ぜられると、式部大丞を経て、従五位下・美濃守に叙任される。応仁元年（1467年）従五位上に叙せられ、応仁2年（1468年）父の薄以盛より橘氏長者を譲られた。
その後、文明6年（1474年）正五位下、文明13年（1481年）従四位下、文明16年（1484年）従四位上、延徳元年（1489年）正四位下と昇進する。
明応5年（1496年）従三位に叙されて公卿に列すが、11日後の5月5日に薨去。享年61。公卿であったのはわずか12日間であった。
著書に『橘家神体勧請之巻』がある。

## 官歴
『諸家伝』による。
- 時期不詳：六位蔵人、元服禁色、昇殿、左近衛将監
- 時期不詳：式部大丞
- 時期不詳：従五位下、美濃守
- 応仁元年（1467年） 11月：従五位上
- 応仁2年（1468年） 10月28日：橘氏長者[1]
- 文明6年（1474年） 4月28日：正五位下
- 文明13年（1481年） 9月20日：従四位下
- 文明16年（1484年） 12月30日：従四位上
- 延徳元年（1489年） 12月20日：正四位下
- 明応5年（1496年） 4月23日：従三位。5月5日：薨去[2]

## 系譜
- 父：薄以盛
- 母：不詳
- 妻：不詳
  - 男子：薄以緒（1494-1555） - 唐橋在数の子